# Organisations considérées comme terroristes par le FSB
Liste des organisations considérées comme terroristes par le Service fédéral de sécurité de la fédération de Russie (FSB).

## Considérées comme terroristes
- Al-Al-Muslimun Ihvan 14 février 2003
- Al-Haramain 14 février 2003
- Al-Qaïda 14 février 2003
- Al-Qaida dans le Maghreb islamique 13 novembre 2008
- Asbat al-Ansar 14 février 2003
- Congrès des Peuples d'Ichkeria et du Dagestan 14 février 2003
- Hizb ut-Tahrir al-Islami 14 février 2003
- Jamaa Islamiya 14 février 2003
- Jamaat Mojahedin 2 juin 2006
- Jamaat-e-Islami 14 février 2003
- Jamiat al-Islah al-Idzhtimai 14 février 2003
- Jamiat Ihya at-Turaz al-Islami 14 février 2003
- Jihad islamique égyptien 14 février 2003
- Jound al-Cham 2 juin 2006
- Lashkar-e-Toiba 14 février 2003
- Majlis-ul-Shura militaire suprême des Forces moudjahidines unies du Caucase 14 février 2003
- Mouvement islamique d'Ouzbékistan 14 février 2003
- Taliban 14 février 2003

## Considérées comme extrémistes
- Parti national-bolchevique (décision de la Cour municipale de Moscou 19 avril 2007)
- Groupe religieux la communauté orthodoxe slave de Krasnodar « VEK RA » (Culture védique des Aryens russes) (décision de la Cour de Krasnodar du 05.10.2006)
- Association publique non autorisée, groupe « Conseil de la Terre de la puissance spirituelle de l'ancienne Russie de Kouban » (décision de la cour de Krasnodar du 13.04.2006 о ликвидации);
- Organisation religieuse locale, la Communauté Slave d'Asgard de la direction spirituelle des croyances d'Asgard de Belovodye de l'ancienne église des Ynglings slaves (décision de la Cour de l'oblast d'Omsk du 30.04.2004)
- Organisation religieuse internationale « Nurjular » (décision de la Cour suprême de la fédération de Russie du 10 avril 2008)
- Organisation religieuse séminaire ecclésiastique pour hommes Institut spirituel pour l'éducation religieuse professionnelle de l'ancienne église des Ynglings slaves (décision de la Cour de l'oblast d'Omsk du 30.04.2004)

Groupe religieux orthodoxes slaves Krasnodar communautaire « SIÈCLE RA » (la culture russe védique aryenne) scythe Ves Russenia (décision du tribunal régional de Krasnodar sur le 10/05/2006 à interdire les activités); 3. Public non propriétaire du groupe d'association "Rada territoire du Kouban spirituelle de naissance Pouvoirs Rus '(le tribunal de district de décision Pervomaisky Krasnodar du 13.04.2006 sur l'élimination) ; 4. Organisation religieuse locale Asgardskaya slaves communauté spirituelle Conseil Asgardskoy Ves Belovodye Vieux orthodoxe russe des vieux-croyants Eglise Ingliisticheskoy-Ynglings (décision Omsk Oblast Cour du 30.04.2004 sur l'élimination); 5. Religieuses locales temples organisation communautaire slaves Védas de Perun spirituelle Asgardskoy Conseil Ves Belovodye Vieux orthodoxe russe des vieux-croyants Eglise Ingliisticheskoy-Ynglings (décision Omsk Oblast Cour du 30.04.2004 sur l'élimination) ; 6. Institution Theological Seminary Hommes organisation religieuse de l'éducation des professionnels de vieux religieux Église orthodoxe russe Vieux Croyants Ingliisticheskoy-Ynglings (décision Omsk Oblast Cour du 30.04.2004 sur l'élimination) ; La liste des associations publiques et religieuses, en suspension dans l'exercice de l'activité extrémiste 1. Kabardino-régionales organisation publique "Conseil des Sages du Peuple Balkarie de la CDB", a suspendu la décision du Bureau du Procureur de la république de Kabardino-Balkarie le 09/11/2007.

## Lien connexe
- Liste de la fédération de Russie des organisations terroristes et extrémistes